# Argei
Argei war bei den Römern der Name für Strohpuppen und die 27 Stationen („Sacellae“), wo die Strohpuppen vom 17. März bis zum 14. Mai deponiert wurden. Anschließend wurden diese Strohpuppen am Pons sublicius, der ältesten Brücke Roms, in den Tiber geworfen.
Die Feierlichkeiten am 16. und 17. März bestanden aus Sühneopfern an 27 Schreinen (sacraria Argeorum), die sich innerhalb der servianischen Stadtgrenzen befanden. Es wird vermutet, dass dabei je eine menschengroße Strohpuppe (simulacrum) für die Mai-Zeremonie Saturn geweiht und an jedem Altar aufgestellt wurde. Sie sollten die Stadt von schädlichen Dünsten reinigen und hießen Argei, ebenso wie das gesamte Ritual.
Zu den  die Hauptfeierlichkeiten am 14. Mai versammelten sich unter Führung des Pontifex maximus und des Rex sacrorum der Senat und die vornehmsten Priesterorden, zogen als festlicher Zug von Priestern, Vestalinnen und Prätoren von Station zu Station und sammelten die Puppen wieder ein. Dann marschierten sie  feierlich zum Tiber auf den Pons Sublicius, wo die Gebilde erneut Saturn geweiht und von den Vestalinnen in den Fluss geworfen wurden. Die Flaminica Dialis trat dabei als eine Trauernde auf, mit ungekämmtem und ungeschmücktem Haar beweinte sie jede einzelne Strohpuppe, als sei dies ein Mensch – der einzige rituelle Auftritt der Flaminica Dialis.
Diese anthropomorphen Binsenpuppen hießen Argei (abgeleitet aus dem griechischen Ἀργεῖος). Mit diesem Ritus schaffte Hercules im Mythos den Mord an 27 Gefangenen ab. Sie wurden auch von der hölzernen Brücke („Pons Sublicius“), angeblich zum Andenken an dort vor langer Zeit in den Tiber gestürzten Gefangenen, geworfen.

## Sonstiges
Auf diese Strohpuppen, die stellvertretend für lebende Menschen geopfert wurden, geht heute die Funktion des Strohmanns zurück.